# Austroclimaciella subfusca
Austroclimaciella subfusca är en insektsart som först beskrevs av Nakahara 1912.  Austroclimaciella subfusca ingår i släktet Austroclimaciella och familjen fångsländor. Inga underarter finns listade i Catalogue of Life.